# Айхгорн, Иоганн Альбрехт Фридрих
Иога́нн А́льбрехт Фри́дрих А́йхгорн (нем. Johan Albrecht Friedrich von Eichhorn; 2 марта 1779, Вертхайм — 16 января 1856, Берлин) — прусский политический деятель, директор в Министерстве иностранных дел Пруссии (1815—1840), министр по делам религии, образования и здравоохранения Пруссии (1840—1848).

## Биография
В 1796—1799 изучал право в Гёттингенском университете.
До 1800 служил гофмейстером в герцогстве Клеве. С 1800 — судебный следователь, одновременно исполнял должность военного юриста и полкового квартирмейстера в батальоне графа Веделя. С этим батальоном в 1802 переехал в Хильдесхайм. Там он работал также в суде, весной 1806 сдал государственный экзамен и стал асессором апелляционного суда в Берлине, с 1810 — советником апелляционного суда, с 1811 одновременно — защитником в суде Берлинского университета.
Разделял убеждения патриотических берлинцев, что господство Наполеона не может продолжаться, и принимал деятельное участие в деле освобождения и возрождения Германии. С февраля 1809 по поручению Г. Штейна занимался делами прусских военнопленных в Нассау и Франкфурте. В апреле 1809 в Гессене вёл переговоры с В. Дернбергом. В конце апреля 1809 присоединился к Ф. Шиллю, но несчастный случай помешал ему участвовать в его походе, закончившемся поражением.
В 1813 входил в комитет по организации берлинского ландвера. Будучи в генеральном штабе армии Г. Блюхера, участвовал в Битве народов под Лейпцигом. С 23 октября 1813 назначен в центральное управление германских областей, последовал за Г. Штейном в Париж и работал в этом управлении до июня 1814. Деятельность центрального управления описал в анонимных брошюрах Die Zentralverwaltung der Verbündeten unter dem Freiherrn v. Stein (Deutschland, 1814) и An die Widersacher der Vereinigung Sachsens mit Preussen (Frankfurt; Lepzig, 1815).
Осенью 1814 вернулся в Берлин на прежнюю должность в апелляционном суде. В марте 1815 при учреждении государственного совета был назначен его членом и сохранял это звание до 1848. В июле 1815 Карл Альтенштейн, член управления занятых союзниками областей Франции, пригласил Айхгорна в Париж, где ему было поручено разбирательство частных претензий к государству, вызванных войной; он содействовал также возвращению в Пруссию отнятых у неё Наполеоном произведений искусства.
Благодаря успехам этой деятельности в 1816 он был принят на должность тайного советника в министерство иностранных дел и вскоре после этого — также в кабинет государственного канцлера. В 1831—1840 — директор 2-го отделения министерства; принимал участие в подготовке и заключении германского таможенного союза.
8 октября 1840 получил пост министра по делам религии, образования и здравоохранения Пруссии. Ранее он был горячим сторонником Штейна, долго считался умеренным либералом и именно потому не пользовался расположением короля Фридриха-Вильгельма III; но в качестве министра проявил себя крайним реакционером, широко пользовался правом смещения должностных лиц, замещая их представителями реакционной парии, и старался укрепить влияние духовенства в школах. Управление министерством доставило ему расположение короля Фридриха-Вильгельма IV и ненависть широких слоёв прусского общества. Мартовская революция 1848 заставила Айхгорна выйти в отставку.
B 1850 был членом от Пруссии верхней палаты недолговечного эрфуртского парламента.

## Семья
Отец — Карл Людвиг Айхгорн (1739—1809), придворный советник Левенштейн-Вертгеймов.
Мать — Мария София (урожд. Фюрер; 1747—1790).
Жена (с 1811) — Элеонора Филиппина Амалия (урожд. Зак; 1783—1862), дочь придворного проповедника Фридриха Самуила Готфрида Зака.
Дети: два сына, один из них — Карл Фридрих Герман (1813—1892), в 1872—1881 глава администрации округа Минден в провинции Вестфалия; три дочери.